# الهی بخش سومرو
الهی بخش سومرو (انگلیسی: Elahi Bux Soomro؛ زادهٔ ۱۵ مهٔ ۱۹۲۶ – درگذشتهٔ ۹ اکتبر ۲۰۲۴) سیاست‌مدار اهل پاکستان بود. وی از سال ۱۹۹۷ تا ۲۰۰۱ رئیس مجلس ملی پاکستان بود
سومرو در ۹ اکتبر ۲۰۲۴، در سن ۹۸ سالگی بر اثر ایست قلبی درگذشت.